# عنبر دماع أمريكي

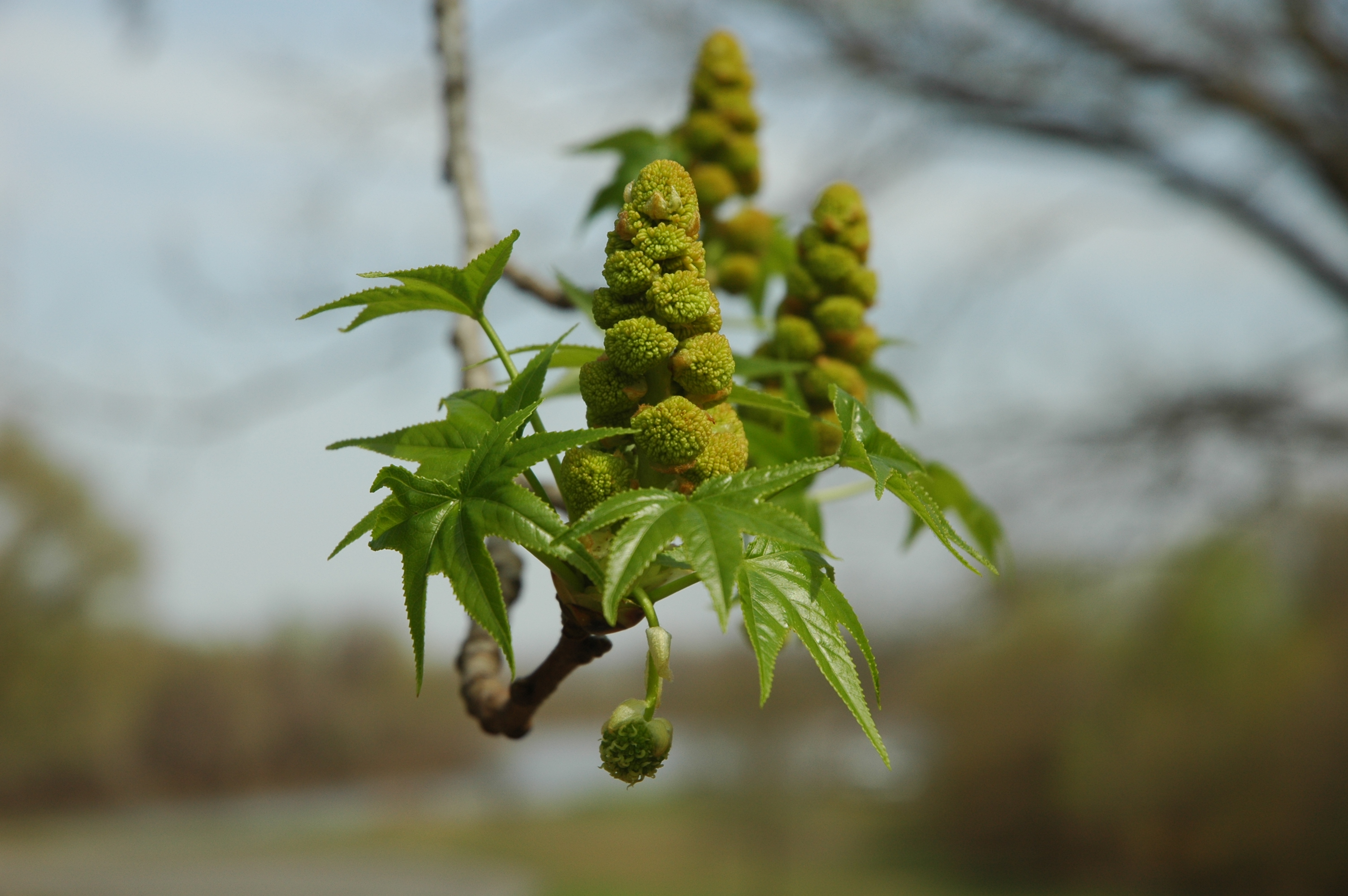
الأزهار

العنبر الدمَّاع الأمريكي أو العنبر السائل أو شجرة المَيعة عسل لبنى شجرة نفضية في جنس العنبر الدماع مهدها المناطق المعتدلة الدافئة في شرق أمريكة الشمالية والمناطق الجبلية الاستوائية في المكسيك وأمريكة الوسطى. الشجرةُ واحدة من أشجار الغابات القيمة الرئيسة في جنوب شرق الولايات المتحدة وهي شجرة زينة شهيرة في المناخات المعتدلة. يمكن التعرف عليه من خلال تجمع أوراقها الخماسية شكل نجمةعلى غرار أوراق القيقب وثمارها الصلبة المسننة. يُصنف حاليًا في فصيلة Altingiaceae لكنه كان يُعتبر سابقًا عضوًا في الفصيلة المشتركية . 

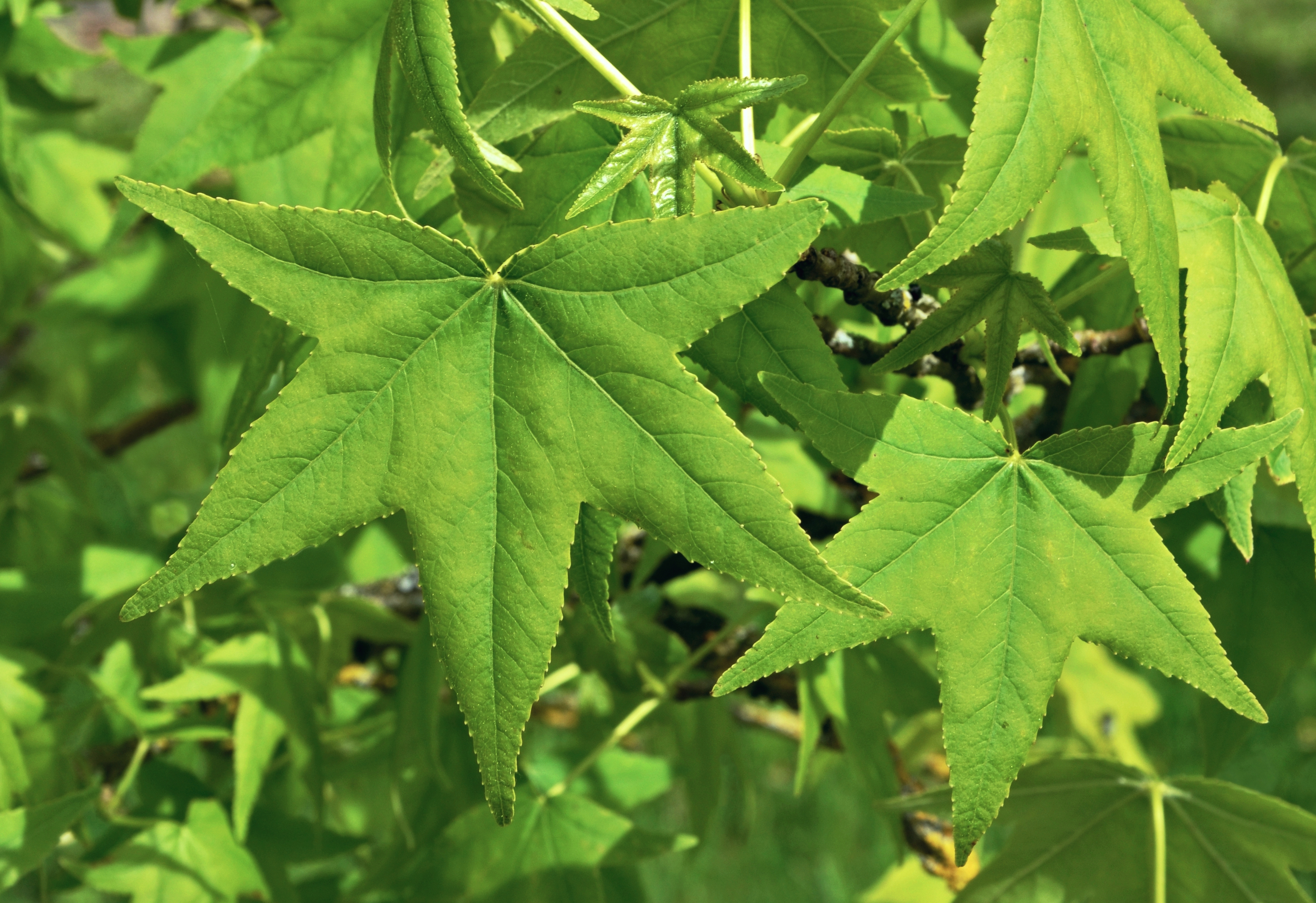
أوراق الشجر الصيفية
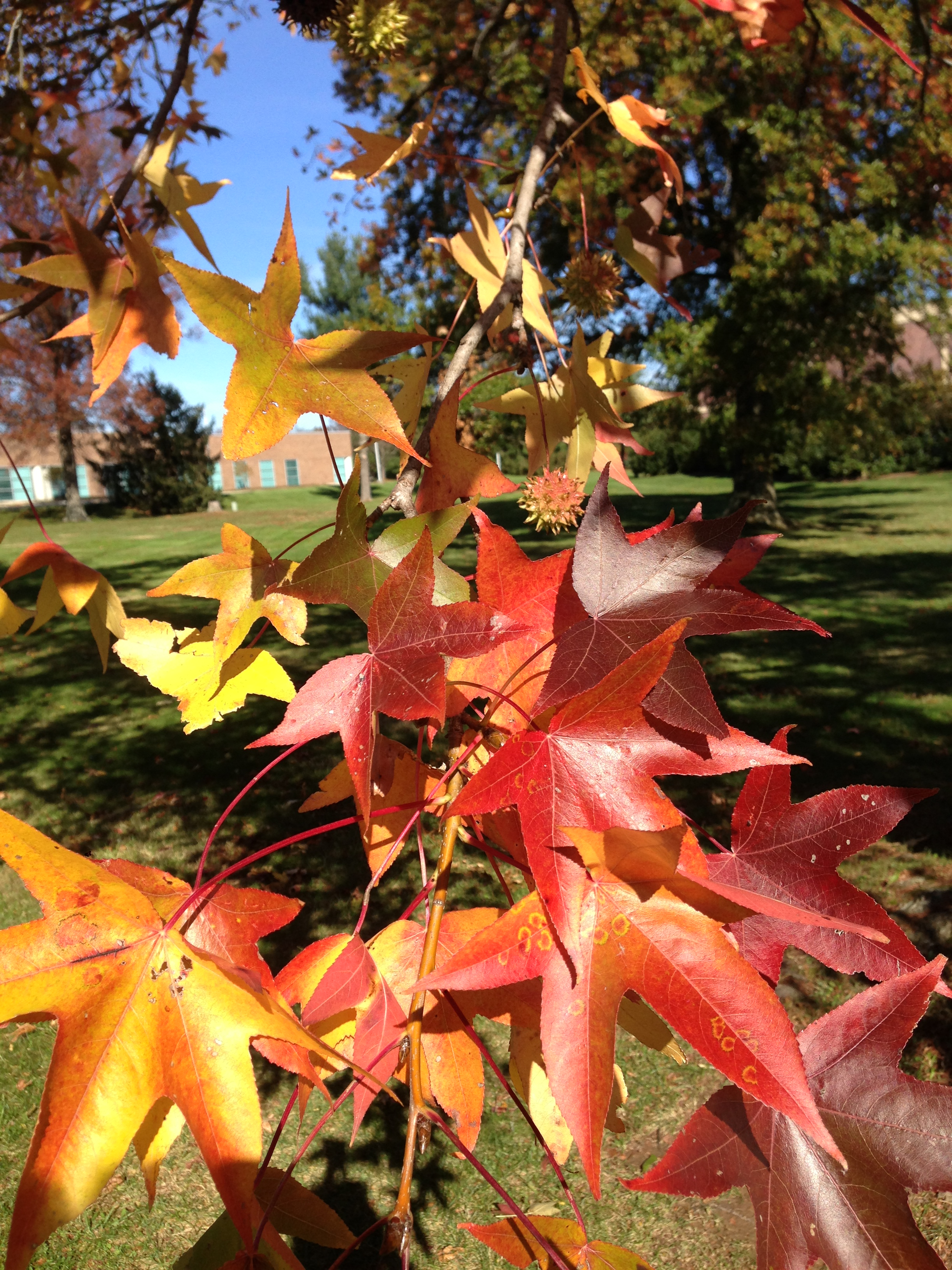
أوراق الخريف

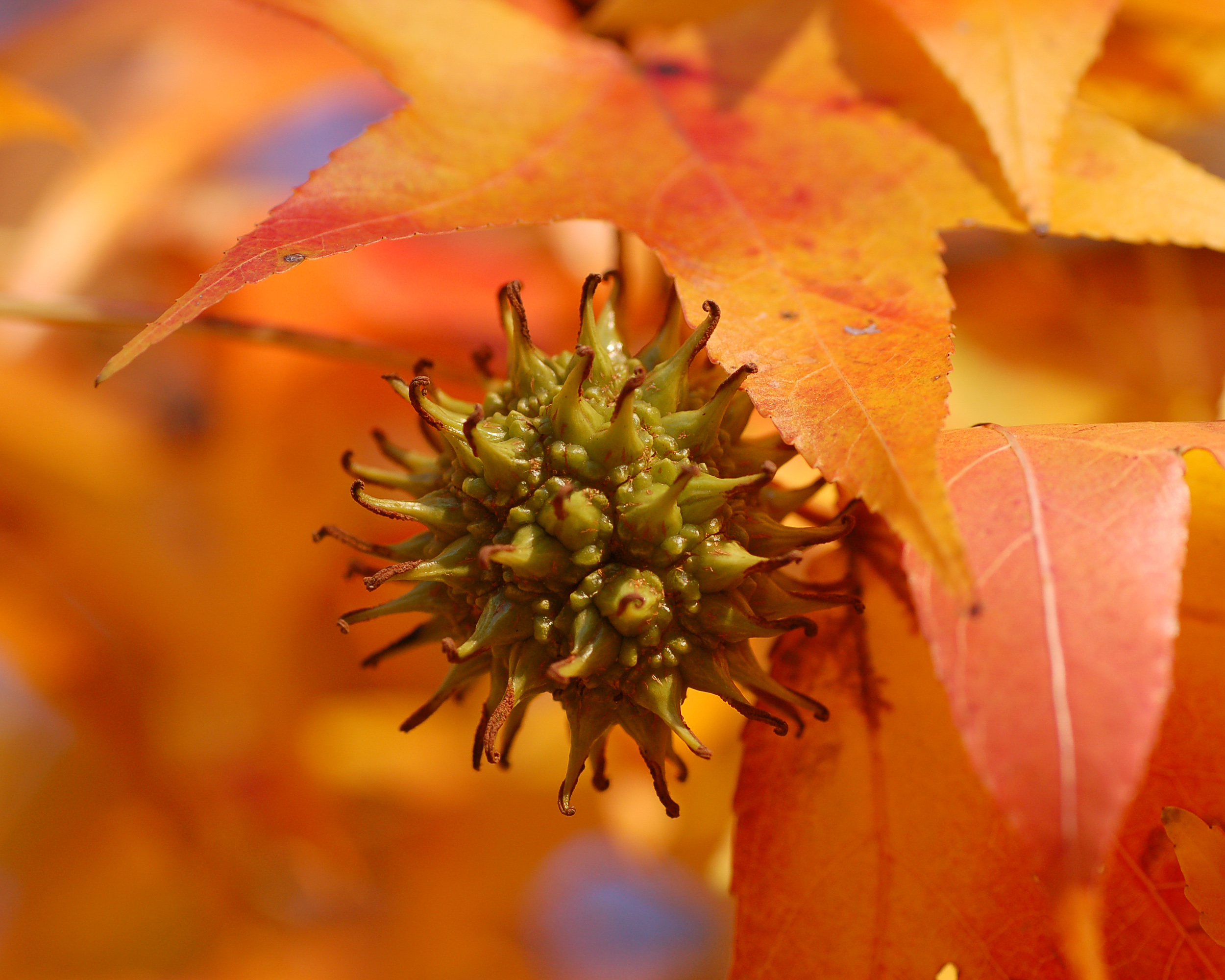
ثمار خضراء
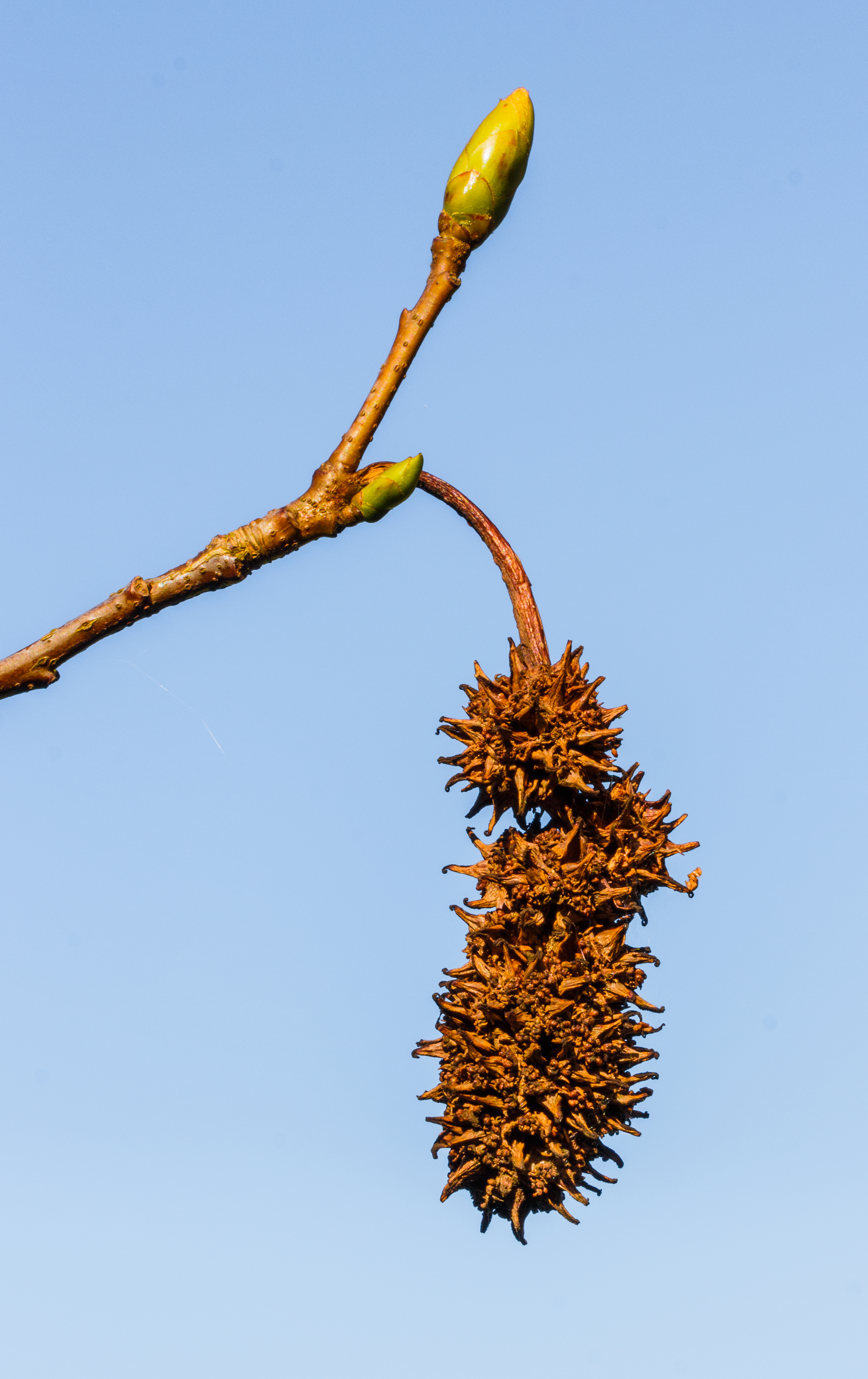
براعم الأوراق والثمار
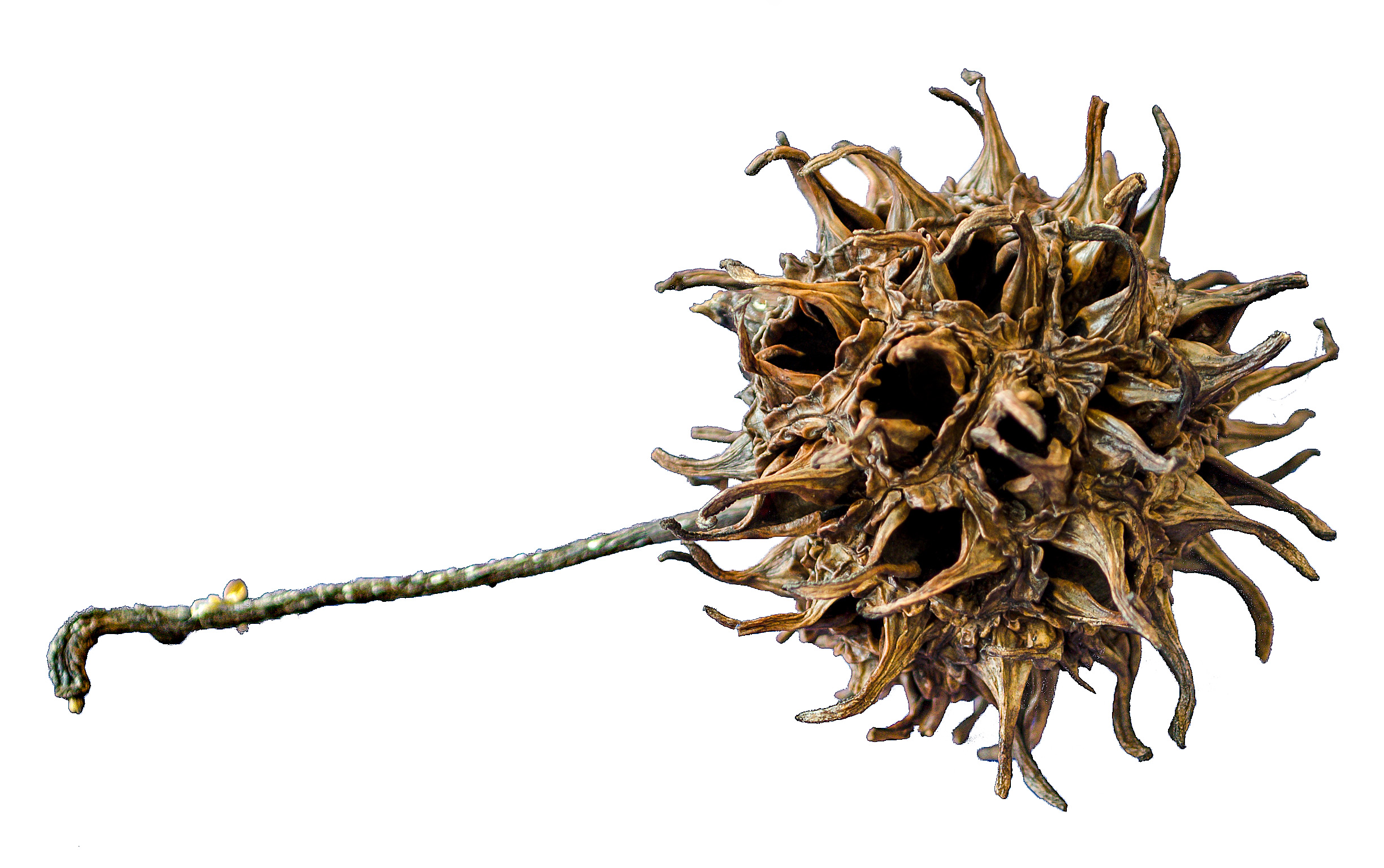
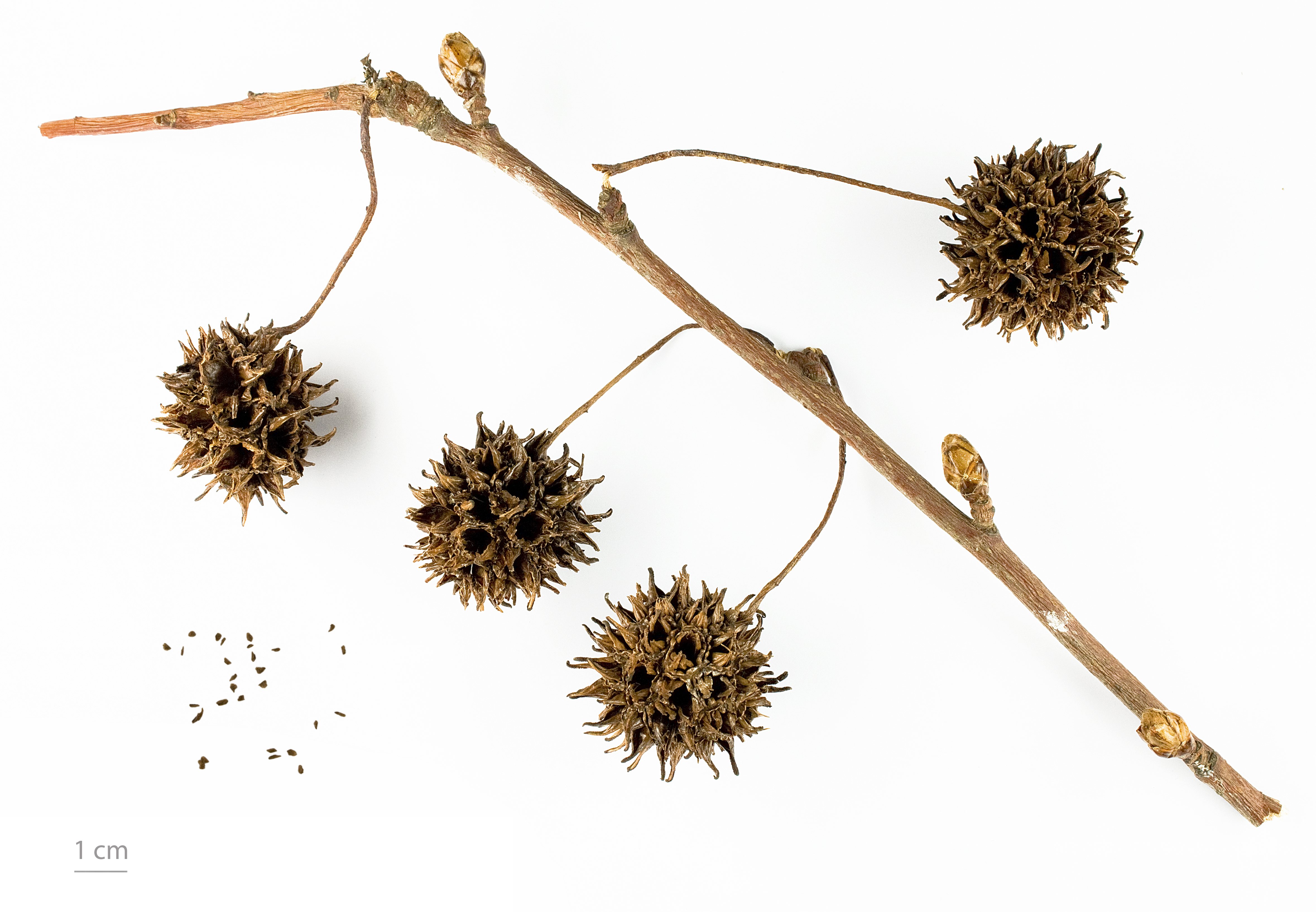
الثمار والبذور الناضجة
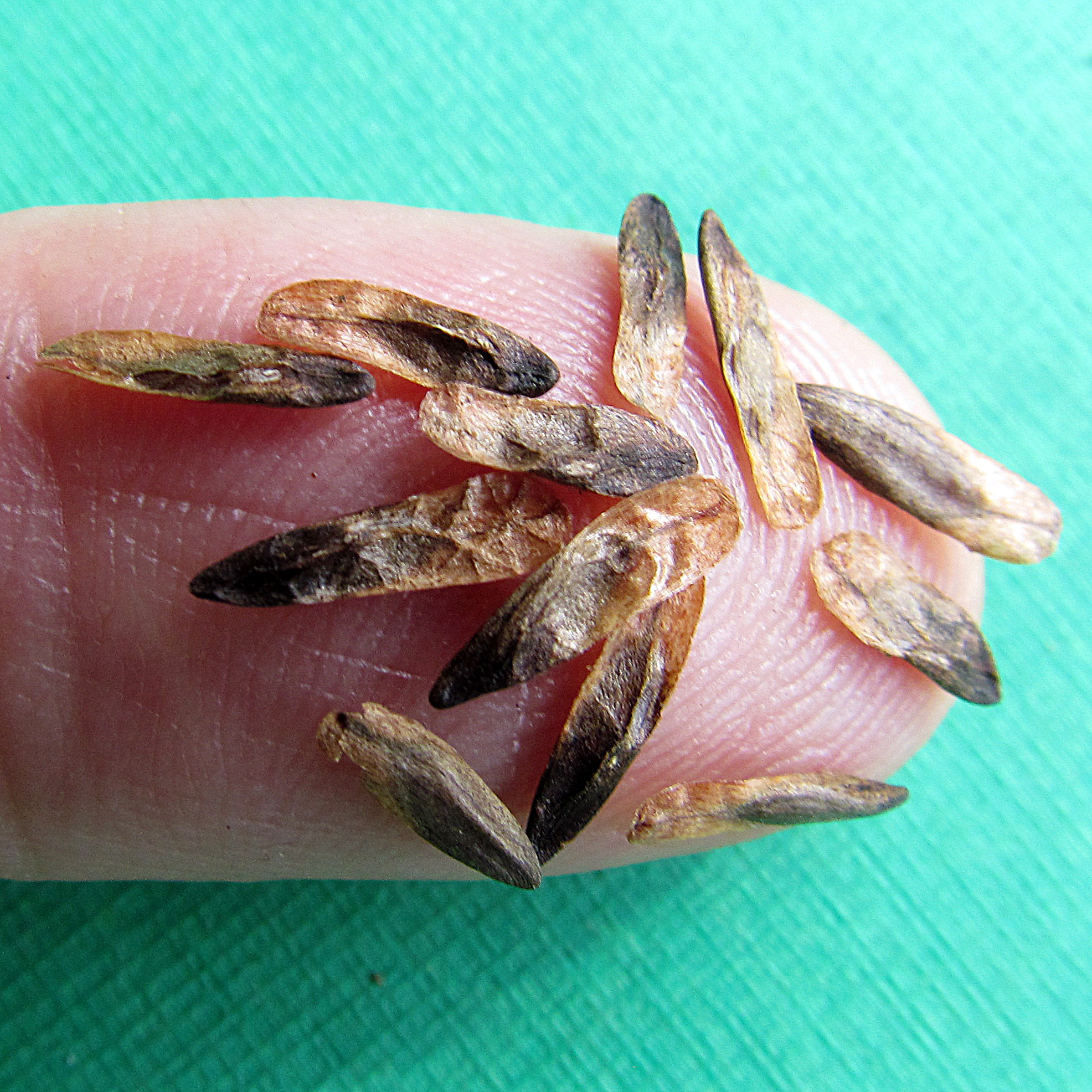
بذور مجنحة